# 牛の吉田君
牛の吉田君（うしのよしだくん）とは、千葉県東金市出身のホルスタインの動物タレント。日本における動物タレントの草分け的存在である。性別は雌。現在は千葉県市原市の市原ぞうの国の園内に埋葬されている。

## プロフィール
ビートたけしがフジテレビ『オレたちひょうきん族』のスタッフを通じて、千葉県東金市の酪農家（ここの飼い主が、吉田君のお父さんとして『ひょうきん族』にも登場した）を介しテレビ出演させた。「吉田」の語感が「牛だ」と似ているということで「吉田君」と名付けられた。
吉田君は2頭いて、最初の吉田君はわずかな出演にとどまった。「吉田君」として広く一般に認識されているのは2代目のほうで、こちらは『ひょうきん族』をはじめ『日刊アルバイトニュース』や『東京サマーランド』など数多くのCMや『ドリフ大爆笑』にも出演した。また吉田君のお父さんも日本旅行「赤い風船」のCMに山田邦子とともに出演したことがある。
当時、市原ぞうの国の経営者である坂本小百合が吉田君のマネージャーを担当しており、収録のたびに車に吉田君を乗せて向かっていた。吉田君の運送料は1回につき30万円かかり、運送料を「出演料」とみなせば高額のギャラであった。
1989年に吉田君は坂本に引き取られ、吉田君のお父さんの下から湘南動物プロダクション（現：市原ぞうの国、2代目法人とは別会社）に移籍した。
吉田君は3頭の子牛を産んでいるが、いずれも雄牛だったため、食肉肥育用に出荷され子孫はできなかった。
死後になって、吉田君の本名はナナだった事が判明している。

## 死去とその後の関係者
1990年に23歳で老衰で息を引き取る。この最期を看取った獣医師は「こんな長生きして寿命をまっとうしたホルスタインを初めて見た」とコメントしている。
吉田君の飼い主だった「吉田君のお父さん」こと安川勝司はその後、竜巻で牛舎が被害を受けたことをきっかけに酪農を廃業し、米農家に転向。2002年4月28日に66歳で他界した。

## 関連楽曲
- 真梨邑ケイ「Definitely Yours（吉田君のお父さんに捧げる歌[5]、吉田君のお父さんの歌[6]）」
  - 作詞：DIANE SILVERTHORN、作曲：TOSHIHIKOYAMAMOTO（山本俊彦）
  - 1983年発売の真梨邑のアルバム『THE MAN I LOVE』収録[7]。